# Christian Jürgen Süss
Christian Jürgen Süss (* 8. Oktober 1937 in Leipzig; † 26. November 2018 in Hannover) war ein deutscher Dirigent.

## Leben und Werk
Christian Süss war von 1948 bis 1956 Mitglied des Leipziger Thomanerchors und wurde dort Assistent des Thomaskantors Günter Ramin. Er studierte von 1956 bis 1958 an der Musikhochschule Leipzig und von 1958 bis 1961 an der Musikhochschule Berlin.
Von 1964 bis 1967 wirkte er als Zweiter Kapellmeister am Nationaltheater Mannheim, von 1967 bis 1970 als Erster Kapellmeister am Stadttheater Saarbrücken und von 1970 bis 1973 an der Deutschen Oper am Rhein in Düsseldorf. 1973 wurde er als Generalmusikdirektor an die Städtische Bühne Heidelberg berufen und wirkte hier bis 1985. Christian Süss' letzte Wirkensstation wurde bis 1998 das Städtische Orchester Solingen, den heutigen Bergischen Symphonikern. Christian Süss trat häufig als Gastdirigent an der Hamburgischen Staatsoper und beim Südwestfunk auf.